# Poul Krisk Panck
Poul Krisk Panck (1692 i Aalborg - 15. juli 1750 i Trankebar) var en dansk handelsmand og guvernør i Trankebar, der på den tid var en dansk handelskoloni, men som i dag tilhører Indien. På trods af vanskelige betingelser for kolonien var der i Pancks tid overskud på handelen og få stridigheder med det omkringliggende indiske samfund, hvilket ændrede sig til det værre under de næste guvernører.

## Biografi
Poul Krisk Panck blev født i 1692 i Ålborg som søn af Jacob Panck og Anne Hardingsdatter. Han drog til Trankebar omkring 1705-06 sammen med faderen Jacob Panck, og blev ansat i kolonien som assistent i ca. 1706. Han fungerede også en tid i Danmarksnagore (i dag Gondalpara), men vendte tilbage til Trankebar. I 1716 blev han sekretær ved Det sekrete Råd og skulle have været optaget som medlem deraf, hvis ikke fordi faderen allerede var medlem, og man blev bange for at det hele blev for "pancksk". 1718 blev han kasserer efter sin far, 1723 overbogholder, 1733 guvernør og 1738 fik han titel af kommandant og guvernør. Panck var gift med Karen Werming, der døde 1768. De fik to døtre: Wendela Elisabeth Panck, f. 1732 i Trankebar, gift med Ole Bie 1757, død 1783 i Trankebar (blev stammor til den engelske premierminister Anthony Eden), og Alhed Viveke, død 1783 i Trankebar. I 1740 søgte Panck om afsked på grund af sygdom, og denne blev bevilliget i 1741. Panck døde den 14. december 1747 og blev begravet dagen efter "til jorden bestædiget ved Fakler om Aftenen under Løsning af 3de salver ved militien over Graven samt 21 Canoner efter Menut Glass(?) fra Castellet."

## Historie
I 1729 nedlagdes Ostindisk Kompagni. Et nyt kompagni blev stiftet og den 12. april 1732 satte Christian VI sit navn under Asiatisk Kompagni. Kompagniet fik overladt brugen af den befæstede by Trankebar samt 40 års monopol på handel med Asien. Den daglige ledelse i København bestod af fem personer: en af høj stand, en lovkyndig og tre købmænd, hvoraf en var Wilhelm Edinger. Denne direktion udnævnte Poul Krisk Panck, som kendte Edinger, som den første guvernør (stadfæstet 1732, overtog posten 1733). Panck, der jo havde boet i Trankebar det meste af sit liv, indvilligede noget uvillig i at betræde stillingen. Han nægtede dog at tage bolig på Trankebars fæstning Dansborg, som var i slem forfatning, men ville bo i Kommandantens Gård, som han endte med at måtte købe for 1200 rigsdaler og selv sætte i stand. Han havde indtil da levet som købmand med lokal handel. I øvrigt blev privat handel nu forbudt, nu skulle alle arbejde for kompagniet. Forbuddet blev dog ikke overholdt, man havde altid handlet og var nødt til det for at opretholde en ordentlig levestandard, og det var jo også noget svært at kontrollere for kompagniets direktion derhjemme.
Panck skulle nu sammen med to andre medlemmer i Rådet sørge for Trankebars og Dansborgs opretholdelse af lov og orden samt vedligeholdelse og forsvar, hvilket viste sig svært, da direktionen i København ikke havde megen forståelse for forholdene i Indien og ikke var flinke til at sende penge til opretholdelse og vedligeholdelse af kolonien og nyt mandskab til f.eks. Dansborg.
Med hensyn til vedligeholdelse af fæstningen og de offentlige bygninger skrev Panck hjem til direktionen: "Fæstningen med resten af fortifikationen ved dette sted, såvel som kompagniets huse, pakhuse og andre publique bygninger, hvis tilsyn og vedligeholdelse Deres Excellencer samt Velbårenheder og Velædelheder så højt anbefaler os, var tildels i overmåde slet stand, da transporten skete fra Majestæten til kompagniet i 1733. Skulle nu al den brøst og mangel, som derved fandtes, være repareret, nådige og gunstige herre! hvorfra skulle midlerne komme?" Når der ikke kom tilskud fra København, var der ikke midler til hovedreparationer. "Altså er der intet sket og bliver heller intet foretaget, før præces og direktionen meddeler, hvor meget der skal gøres og hvorfra midlerne skal komme." Resultatet var da også, at bl.a. Dansborg langsomt forfaldt.
Direktionen beklagede sig jævnligt over, at de varer, der kom hjem, var for ringe, men da direktionen hjemmefra angav maksimumpriser på vareindkøb, kunne der kun købes for de angivne priser, og dermed var der ikke altid råd til de bedste kvaliteter af f.eks. lærred og kattun. Som Panck skrev hjem: "Højbemeldte kompagni får ligeså gode om ikke bedre varer end andre nationer for ens og lige pris, derfor vil vi altid gerne indstå og være ansvarlig, men når andre nationer går højt med prisen, falder af fornødenhed, at godset må være nogenlunde derefter." Englænderne o.a. købte nemlig varer til højere priser og dermed bedre kvaliteter.
I 1739 meddelte Panck om Trankebars militære besætning (normalt 50 mand (danskere)), som han ikke kunne få forstærkninger til hjemmefra og derfor blev nødt til at ansætte indfødte, at "størsteparten af de gemeene (dvs. de menige) består af sorte, der visselig er et slet folk og af hunger gjort værre til at have gavn af, som man burde."

## Slavehandel
Der havde været en del privat slavehandel i Trankebar over årene, og mange tjenestefolk var vel slaver. Direktionen i København var ikke glad for dette og meddelte i 1732 "at ingen måtte det tillades at drive slavehandel, men var der nogen fordel derved, skulle den drives alene for kompagniets regning." Så det var kun, hvis det var til fordel for kompagniet, at slavehandel var tilladt. Panck selv var ikke meget for slavehandel og skrev i 1733 hjem, at han ikke fandt, at kompagniet kunne have nogen fordel af slavehandelen. Den fortsatte dog nogle år endnu.
Der blev også sendt slaver hjem til Danmark som underholdning for de kongelige. To gange blev der sendt en lille slavepige til dronningen, de døde dog begge undervejs. Med skibet Prinsesse Charlotte Amalie blev det 1739-40 for tredje gang at sende en lille pige til dronningen, og Panck lod i samme anledning indskibe en lille slavedreng "som menes at have et godt naturel" som gave til kronprinsen. Han lod en af sine egne sorte tjenere følge med til at tage sig af børnene.
Derudover rummede lasten tre foræringsslaver til guvernementet i Kap det Gode Håb, hvor skibene undervejs skulle lægge til, hvoraf den ene slave, en lille dreng, døde, inden de nåede frem.
Panck holdt fast i sin betænkelighed ved slavehandelen og skrev hjem 1737: "vi mener fortsat, at det vil være til stor skade, om kompagniet fortsætter slavehandelen, det er ikke velset her i Asia at være slavehandlere, og der er stor forskel på, om fattige betjente tjener lidt derved, og om at herskabet selv er slavehandlere. 10 à 12 slaver kan gå som kompagniets foræringsslaver - ikke mere. Vi har aldrig selv befattet os med slavehandel, heller ikke indirekte haft fordel af den - den være syndig eller ej - så det er ikke grunden til, at vi stadig vægrer os ved at optage denne handel for kompagniet."